# Elecciones estatales de Quintana Roo de 2022
Las elecciones estatales de Quintana Roo de 2022, oficialmente llamadas Proceso Electoral 2021-2022, se llevaron a cabo el domingo 5 de junio de 2022 organizadas por el Instituto Electoral de Quintana Roo (IEQROO) en coordinación con el Instituto Nacional Electoral (INE). 
En ellas se renovaron los siguientes cargos de elección popular:
- Gobernador de Quintana Roo. Titular del poder ejecutivo estatal, electo para un periodo de cinco años, no reelegibles en ningún caso. La candidata electa fue Mara Lezama. Aunque los periodos de los gobernadores de México usualmente duran seis años, se redujo un año para realizar las elecciones locales simultáneamente a las elecciones federales de 2027.[1]
- 25 diputados del Congreso del Estado. 15 electos por mayoría relativa en cada uno de los distrito electorales del estado y 10 designados mediante el principio de representación proporcional, electos para un periodo de dos años para integrar la XVII Legislatura. Aunque los periodos de las legislaturas locales de México usualmente duran tres años, se redujo un año para realizar las elecciones locales simultáneamente a las elecciones federales de 2024.[2]

## Organización

### Partidos políticos
En las elecciones estatales tienen derecho a participar diez partidos políticos. Siete son partidos políticos con registro nacional: Partido Acción Nacional (PAN), Partido Revolucionario Institucional (PRI), Partido de la Revolución Democrática (PRD), Partido del Trabajo (PT), Partido Verde Ecologista de México (PVEM), Movimiento Ciudadano (MC), Movimiento Regeneración Nacional (MORENA). Y tres partidos políticos estatales: Fuerza por México Quintana Roo, Movimiento Auténtico Social y Confianza por Quintana Roo.

### Proceso electoral
La campaña electoral para la gubernatura inicia el 3 de abril y se extiende por ocho semanas hasta el 1 de junio, mientras que la campaña para el congreso estatal inicia el 18 de abril y dura seis semanas. El debate entre candidatos a gobernador es el sábado 21 de mayo en las instalaciones del Sistema Quintanarroense de Comunicación Social, en Chetumal La votación se realiza el domingo 5 de junio de 2021, de las 8 de la mañana a las 6 de la tarde. En los comicios tienen derecho a voto 1 335 173 personas.

### Distritos electorales
Para la elección de diputados de mayoría relativa del Congreso del Estado de Quintana Roo, la entidad se divide en 15 distritos electorales.
| Distrito | Cabecera               | Mapa |
| -------- | ---------------------- | ---- |
| 1        | Kantunilkín            |      |
| 2        | Cancún                 |      |
| 3        | Cancún                 |      |
| 4        | Cancún                 |      |
| 5        | Cancún                 |      |
| 6        | Cancún                 |      |
| 7        | Cancún                 |      |
| 8        | Cancún                 |      |
| 9        | Tulum                  |      |
| 10       | Playa del Carmen       |      |
| 11       | Cozumel                |      |
| 12       | Felipe Carrillo Puerto |      |
| 13       | Bacalar                |      |
| 14       | Chetumal               |      |
| 15       | Chetumal               |      |

## Alianzas y candidaturas

### Va por Quintana Roo
|  | |
|  | Partido de la Revolución Democrática - Candidato a gobernador - 6 diputados. Distritos 3, 6, 7, 12, 13 y 15 |
|  | Partido Acción Nacional - 8 diputados. Distritos 1, 2, 5, 8, 9, 10, 11 y 14                                 |
|  | Confianza por Quintana Roo - 1 diputado. Distrito 4                                                         |

El Partido Acción Nacional y el Partido de la Revolución Democrática acordaron presentarse en coalición en las elecciones estatales. El Partido Revolucionario Institucional decidió no integrarse a la alianza. Adicionalmente la coalición planteó incorporar a los partidos Fuerza por México y Confianza por Quintana Roo. El 7 de enero la coalición registró su integración, conformada por tres partidos: El Partido Acción Nacional, que postula 8 candidatos a diputados; el Partido de la Revolución Democrática, que designa a 6 candidatos y el partido Confianza por Quintana Roo que postula a un candidato a diputado.
En diciembre de 2021, el Partido Acción Nacional designó a la senadora Mayuli Martínez Simón como su propuesta de candidata para la gubernatura del estado. Mientras que el Partido de la Revolución Democrática planteó la postulación del actor Roberto Palazuelos. Adicionalmente, la diputada Laura Fernández Piña pidió incorporarse al PRD y ser considerada para la candidatura.
En enero de 2022 la coalición acordó que la candidatura para la gubernatura fuese designada por el PRD. Para seleccionar al candidato, el partido le pidió a la empresa Parametría que realice una encuesta de opinión contemplando a los tres aspirantes. El 20 de enero la coalición anunció la postulación de la diputada Laura Fernández Piña como su candidata para la gubernatura del estado.

### Partido Revolucionario Institucional
El Partido Revolucionario Institucional decidió no formar alianzas para competir en la elección estatal. El 25 de enero de 2022 se presentó como aspirante a la candidatura Leslie Hendricks Rubio, hija de Joaquín Hendricks Díaz, gobernador del estado entre 1999 y 2005. El 10 de febrero el partido seleccionó a Hendricks como su candidata para la gubernatura.

### Movimiento Ciudadano
El partido Movimiento Ciudadano decidió competir en solitario en las elecciones. Como aspirantes a su candidatura se presentaron dos personas: la empresaria Estefanía Mercado y la senadora Marybel Villegas Canché, que previamente intentó ser postulada por el partido Movimiento Regeneración Nacional.
El 21 de enero el partido abrió formalmente su proceso de registro para aspirantes a la candidatura y anunció que su candidato sería seleccionado hasta el 14 de febrero. Dos personas presentaron su inscripción para la candidatura para gobernador: la senadora Marybel Villegas, que previamente intentó ser postulada por la coalición Juntos Hacemos Historia, integrada por el partido Movimiento Regeneración Nacional, el Partido del Trabajo, el Partido Verde Ecologista de México y el partido Fuerza por México Quintana Roo; y el actor Roberto Palazuelos, que había pedido la candidatura por parte de la coalición Va por Quintana Roo, integrada por el Partido Acción Nacional, el Partido de la Revolución Democrática y el partido Confianza por Quintana Roo. Previamente la empresaria Estefanía Mercado manifestó su interés en la candidatura, aunque no presentó su solicitud formal.
El 23 de enero el partido seleccionó al actor Roberto Palazuelos como su candidato para la gubernatura. El 18 de febrero Palazuelos declinó su candidatura después de que se rumorara que Movimiento Ciudadano planeaba retirarle la postulación a consecuencia de varios escándalos que había tenido. Ese mismo día el partido le ofreció su candidatura al senador de Morena, José Luis Pech Várguez.

### Juntos Hacemos Historia
|  | |
|  | Movimiento Regeneración Nacional - Candidato a gobernador - 7 diputados. Distritos 5, 6, 7, 9, 12, 14, 15 |
|  | Partido Verde Ecologista de México - 3 diputados. Distritos 4, 10, 11                                     |
|  | Partido del Trabajo - 3 diputados. Distrito 3, 8, 13                                                      |
|  | Fuerza por México Quintana Roo - 1 diputado. Distrito 1                                                   |

El 9 de noviembre de 2021 los dirigentes de los partidos Movimiento Regeneración Nacional, Partido del Trabajo y Partido Verde Ecologista de México acordaron competir en coalición en las elecciones de Quintana Roo bajo el nombre Juntos Hacemos Historia. El 7 de enero de 2022, la coalición se registró con la incorporación de los partidos Fuerza por México Quintana Roo y Movimiento Auténtico Social. Sin embargo, el 17 de enero el partido Movimiento Auténtico Social decidió separarse de la coalición.
Para la postulación de candidatos para el Congreso del Estado de Quintana Roo la coalición acordó que Morena seleccionaría candidatos en 7 distritos, el Partido Verde Ecologista de México y el Partido del trabajo en tres distritos cada uno y el partido Fuerza por México Quintana Roo en un solo distrito.
Para la candidatura de la coalición para la gubernatura del estado se registraron ocho aspirantes. De ellos, sólo cinco fueron contemplados en la encuesta realizada para otorgar la candidatura: el senador José Luis Pech Várguez, la senadora Marybel Villegas Canché, el diputado Luis Alegre Salazar, la presidente municipal de Benito Juárez, Mara Lezama Espinosa y la expresidente municipal de Solidaridad, Laura Beristain. Como resultado del ejercicio demoscópico, Mara Lezama se ubicó como la aspirante mejor posicionada para la candidatura.
La senadora Marybel Villegas cuestionó la designación de Lezama, considerándola una «imposición», y decidió incorporarse al partido Movimiento Ciudadano para intentar ser postulada a la gubernatura por ese partido. El 16 de febrero el senador José Luis Pech también declinó apoyar la candidatura de Lezama, dos días después el partido Movimiento Ciudadano le ofreció a Pech su candidatura para la gubernatura.

### Movimiento Auténtico Social
El 7 de enero de 2022 el partido Movimiento Auténtico Social anunció su incorporación a la coalición Juntos Hacemos Historia junto a los partidos Movimiento Regeneración Nacional, Partido del Trabajo, Partido Verde Ecologista de México y Fuerza por México Quintana Roo. En el acuerdo de coalición al MAS le correspondió la postulación para el distrito 1 del estado. Sin embargo, el 17 de enero el partido decidió separarse de la coalición y presentar sus propias candidaturas.
El partido decidió que todas sus candidaturas fueran designadas directamente por un delegado especial del partido. El 3 de febrero de 2022 el partido designó como su candidato para la gubernatura a Josué Nivardo Mena Villanueva, presidente municipal de Lázaro Cárdenas de 2018 a 2021 debido a que fue la única persona que solicitó la postulación.

## Encuestas para la gubernatura

### Por partido político
| Encuestadora           | Fecha                   |        |        |        | Otro  | Ninguno/No sabe |
| ---------------------- | ----------------------- | ------ | ------ | ------ | ----- | --------------- |
| Encuestadora           | Fecha                   |        |        |        | Otro  | Ninguno/No sabe |
| TResearch              | 1 de julio de 2021      | 17%    | 16%    | 44%    | 18%   | 6%              |
| Campaigns & Elections  | 13 de julio de 2021     | 13%    | 16%    | 40%    | 31%   | —               |
| Campaigns &/ Elections | 31 de julio de 2021     | 19%    | 14%    | 45%    | 22%   | —               |
| Campaigns & Elections  | 31 de agosto de 2021    | 19%    | 14%    | 43%    | 6%    | 18%             |
| Factometríca           | 28 de octubre de 2021   | 16.9%  | 7.2%   | 49%    | 13.7% | 13.2%           |
| Demoscopia digital     | 1 de noviembre de 2021  | 19.2%  | 5.3%   | 44.8%  | 11.5% | 19.2%           |
| Campaigns & Elections  | 5 de noviembre de 2021  | 18%    | 10%    | 46%    | 26%   | —               |
| Campaigns & Elections  | 11 de noviembre de 2021 | 17%    | 7%     | 47%    | 29%   | —               |
| Campaigns & Elections  | 16 de noviembre de 2021 | 22%    | 15%    | 45%    | 18%   | —               |
| Heraldo Media Group    | 22 de noviembre de 2021 | 31.45% | 12.49% | 33.36% | 3.96% | 18.74%          |
| Campaigns & Elections  | 25 de noviembre de 2021 | 23%    | 16%    | 42%    | 19%   | —               |
| Campaigns & Elections  | 7 de diciembre de 2021  | 20%    | 13%    | 46%    | 21%   | —               |
| Heraldo Media Group    | 13 de diciembre de 2021 | 29.8%  | 8.3%   | 38.9%  | 6.8%  | 16.2%           |
| Demoscopia Digital     | 23 de diciembre de 2021 | 13.8%  | 7.3%   | 45.6%  | 12.5% | 20.3%           |
| Campaigns & Elections  | 5 de enero de 2022      | 22%    | 10%    | 37%    | 31%   | —               |
| Campaigns & Elections  | 13 de enero del 2022    | 17%    | 9%     | 36%    | 38%   | —               |
| Campaigns & Elections  | 19 de enero de 2022     | 17%    | 8%     | 35%    | 40%   | —               |

### Por candidato
| Encuestadora                                                                         | Fecha                 | Fernández | Lezama | Palazuelos | Hendricks | Mena | O/N/NS |
| ------------------------------------------------------------------------------------ | --------------------- | --------- | ------ | ---------- | --------- | ---- | ------ |
| Encuestadora                                                                         | Fecha                 |           |        |            |           |      | O/N/NS |
| Campaigns & Elections                                                                | 25 de enero de 2022   | 18%       | 38%    | 16%        | 11%       | —    | 17%    |
| Demoscopia Digital                                                                   | 31 de enero de 2022   | 21.6%     | 42.7%  | 9.4%       | 4.8%      | —    | 21.5%  |
| Campaigns & Elections                                                                | 2 de febrero de 2022  | 15%       | 43%    | 15%        | —         | —    | 27%    |
| El Financiero                                                                        | 8 de febrero de 2022  | 22%       | 35%    | 13%        | —         | —    | 30%    |
| Campaigns & Elections                                                                | 9 de febrero de 2022  | 16%       | 37%    | 18%        | —         | —    | 29%    |
| FactoMétrica                                                                         | 10 de febrero de 2022 | 18.3%     | 46.7%  | 12.4%      | 9.7%      | —    | 12.9%  |
| El Heraldo de México                                                                 | 14 de febrero de 2022 | 13.2%     | 28.4%  | 22.3%      | 8.3%      | —    | 27.7%  |
| Demoscopia Digital                                                                   | 16 de febrero de 2022 | 22.1%     | 43.3%  | 6.2%       | 6.7%      | —    | 21.7%  |
| Campaigns & Elections                                                                | 16 de febrero de 2022 | 9%        | 45%    | 18%        | 4%        | —    | 24%    |
| El Universal                                                                         | 18 de febrero de 2022 | 17%       | 42%    | 9%         | 7%        | 4%   | 21%    |
| Palazuelos declina a su candidatura y Movimiento Ciudadano postula a José Luis Pech. |                       |           |        |            |           |      |        |
| Encuestadora                                                                         | Fecha                 | Fernández | Lezama | Pech       | Hendricks | Mena | O/N/NS |
| Encuestadora                                                                         | Fecha                 |           |        |            |           |      | O/N/NS |
| Campaigns & Elections                                                                | 23 de febrero de 2022 | 20%       | 38%    | 11%        | 8%        | —    | 23%    |
| Demoscopia Digital                                                                   | 25 de febrero de 2022 | 16.5%     | 39.2%  | 17.2%      | 4.5%      | —    | 22.6%  |
| Campaigns & Elections                                                                | 2 de marzo de 2022    | 24%       | 32%    | 18%        | 7%        | —    | 19%    |
| De las Heras Demotecnia                                                              | 4 de marzo de 2022    | 15%       | 58%    | 14%        | 8%        | 5%   | —      |
| Demoscopia Digital                                                                   | 7 de marzo de 2022    | 18.2%     | 42.4%  | 16.3%      | 4.6%      | —    | 18.5%  |
| Campaigns & Elections                                                                | 9 de marzo de 2022    | 23%       | 38%    | 10%        | 6%        | —    | 23%    |
| El Heraldo de México                                                                 | 14 de marzo de 2022   | 23.2%     | 33.5%  | 13.7%      | 10.7%     | —    | 18.9%  |
| Campaigns & Elections                                                                | 15 de marzo de 2022   | 23%       | 37%    | 12%        | 5%        | —    | 23%    |
| Demoscopia Digital                                                                   | 17 de marzo de 2022   | 20.5%     | 43.6%  | 12.8%      | 5.3%      | —    | 17.8%  |
| Reforma                                                                              | 17 de marzo de 2022   | 25%       | 49%    | 7%         | 19%       | 0%   | —      |
| El Universal                                                                         | 22 de marzo de 2022   | 14.1%     | 41.5%  | 11.2%      | 7.0%      | 1.2% | 25.0%  |
| Campaigns & Elections                                                                | 23 de marzo de 2022   | 21%       | 39%    | 10%        | 5%        | —    | 25%    |
| Demoscopia Digital                                                                   | 27 de marzo de 2022   | 20.2%     | 39.8%  | 13.1%      | 5.7%      | —    | 21.2%  |
| Campaigns & Elections                                                                | 30 de marzo de 2022   | 21%       | 38%    | 17%        | 6%        | —    | 18%    |
| De las Heras Demotecnia                                                              | 30 de marzo de 2022   | 13%       | 59%    | 19%        | 6%        | 3%   | —      |
| El Universal                                                                         | 4 de abril de 2022    | 18%       | 42%    | 10%        | 8%        | 4%   | 18%    |
| Demoscopia Digital                                                                   | 4 de abril de 2022    | 18.7%     | 43.3%  | 9.6%       | 5.7%      | —    | 22.7%  |
| Campaigns & Elections                                                                | 4 de abril de 2022    | 23%       | 40%    | 15%        | 7%        | —    | 15%    |
| El Financiero                                                                        | 6 de abril de 2022    | 27%       | 48%    | 9%         | 12%       | 4%   | —      |
| Demoscopia Digital                                                                   | 11 de abril de 2022   | 20.3%     | 44.2%  | 8.7%       | 5.1%      | —    | 21.7%  |
| FactoMétrica                                                                         | 15 de abril de 2022   | 18.5%     | 43.5%  | 14.5%      | 6.3%      | —    | 17.2%  |
| Demoscopia Digital                                                                   | 18 de abril de 2022   | 22.9%     | 46.3%  | 7.2%       | 4.7%      | —    | 18.9%  |
| Campaigns & Elections                                                                | 19 de abril de 2022   | 24%       | 42%    | 16%        | 4%        | —    | 14%    |
| El Economista                                                                        | 25 de abril de 2022   | 14.5%     | 40%    | 8.1%       | 8.7%      | 2.2% | 26.5%  |
| Demoscopia Digital                                                                   | 25 de abril de 2022   | 23.6%     | 47.2%  | 9.6%       | 6.8%      | —    | 12.8%  |
| El Heraldo de México                                                                 | 25 de abril de 2022   | 21.2%     | 39.5%  | 16.2%      | 6.6%      | 2.9% | 16.5%  |
| El Universal                                                                         | 28 de abril de 2022   | 16%       | 47%    | 14%        | 5%        | 4%   | 14%    |
| Novedades Quintana Roo                                                               | 1 de mayo de 2022     | 31.9%     | 38.1%  | 14.5%      | 11.1%     | 4.4% | —      |
| Demoscopia Digital                                                                   | 2 de mayo de 2022     | 21.1%     | 48.3%  | 11.1%      | 5.6%      | —    | 12.9%  |
| Campaigns & Elections                                                                | 10 de mayo de 2022    | 20%       | 46%    | 18%        | 3%        | —    | 13%    |
| Demoscopia Digital                                                                   | 13 de mayo de 2022    | 17.5%     | 46.2%  | 12.5%      | 5.1%      | —    | 18.7%  |
| Demoscopia Digital                                                                   | 26 de mayo de 2022    | 16.7%     | 44.9%  | 12.9%      | 4.5%      | —    | 21%    |
| El Heraldo de México                                                                 | 30 de mayo de 2022    | 21.8%     | 36.8%  | 15.7%      | 6.8%      | 5.4% | 13.5%  |

## Resultados

### Congreso estatal
|  | 30.49 % |

|  | 22.41 % |

|  | 10.94 % |

|  | 9.45 % |

|  | 6.93 % |

|  | 4.85 % |

|  | 3.28 % |

|  | 2.99 % |

|  | 2.34 % |

|  | 1.38 % |

|  | 0.34 % |

|  | 4.61 % |

|  | 100 % |

#### Distrito 01. Kantunilkín
|  | 64.25 % |

|  | 12.82 % |

|  | 11.58 % |

|  | 4.53 % |

|  | 2.12 % |

|  | 95.3 % |

|  | 4.57 % |

|  | 0.13 % |

#### Distrito 02. Cancún
|  | 31.15 % |

|  | 30.46 % |

|  | 9.15 % |

|  | 8.75 % |

|  | 5.11 % |

|  | 3.18 % |

|  | 2.79 % |

|  | 2.41 % |

|  | 93.01 % |

|  | 6.87 % |

|  | 0.12 % |

#### Distrito 03. Cancún
|  | 66.45 % |

|  | 10.77 % |

|  | 9.58 % |

|  | 5.87 % |

|  | 2.58 % |

|  | 95.25 % |

|  | 4.62 % |

|  | 0.13 % |

#### Distrito 04. Cancún
|  | 68.19 % |

|  | 10.93 % |

|  | 9.13 % |

|  | 3.65 % |

|  | 2.80 % |

|  | 94.7 % |

|  | 5.14 % |

|  | 0.16 % |

#### Distrito 05. Cancún
|  | 55.80 % |

|  | 18.84 % |

|  | 10.90 % |

|  | 4.88 % |

|  | 4.69 % |

|  | 95.11 % |

|  | 4.65 % |

|  | 0.24 % |

#### Distrito 06. Cancún
|  | 64.22 % |

|  | 12.21 % |

|  | 11.47 % |

|  | 3.89 % |

|  | 3.28 % |

|  | 95.07 % |

|  | 4.76 % |

|  | 0.16 % |

#### Distrito 07. Cancún
|  | 58.93 % |

|  | 19.67 % |

|  | 9.71 % |

|  | 3.82 % |

|  | 3.54 % |

|  | 95.66 % |

|  | 4.20 % |

|  | 0.14 % |

#### Distrito 08. Cancún
|  | 45.40 % |

|  | 33.01 % |

|  | 9.86 % |

|  | 4.79 % |

|  | 2.27 % |

|  | 95.33 % |

|  | 4.50 % |

|  | 0.17 % |

#### Distrito 09. Tulum
|  | 66.63 % |

|  | 14.03 % |

|  | 5.81 % |

|  | 5.07 % |

|  | 4.08 % |

|  | 95.62 % |

|  | 4.22 % |

|  | 0.16 % |

#### Distrito 10. Playa del Carmen
|  | 53.76 % |

|  | 28.34 % |

|  | 5.95 % |

|  | 5.23 % |

|  | 1.86 % |

|  | 95.14 % |

|  | 4.65 % |

|  | 0.22 % |

#### Distrito 11. Cozumel
|  | 40.05 % |

|  | 28.80 % |

|  | 17.80 % |

|  | 5.94 % |

|  | 3.48 % |

|  | 96.07 % |

|  | 3.85 % |

|  | 0.08 % |

#### Distrito 12. Felipe Carrillo Puerto
|  | 55.68 % |

|  | 19.81 % |

|  | 13.59 % |

|  | 5.63 % |

|  | 2.01 % |

|  | 96.72 % |

|  | 3.11 % |

|  | 0.17 % |

#### Distrito 13. Bacalar
|  | 65.35 % |

|  | 12.73 % |

|  | 10.18 % |

|  | 4.60 % |

|  | 3.69 % |

|  | 96.56 % |

|  | 3.37 % |

|  | 0.06 % |

#### Distrito 14. Chetumal
|  | 49.49 % |

|  | 18.74 % |

|  | 13.61 % |

|  | 4.96 % |

|  | 4.54 % |

|  | 4.27 % |

|  | 95.60 % |

|  | 4.08 % |

|  | 0.31 % |

#### Distrito 15. Chetumal
|  | 51.54 % |

|  | 19.52 % |

|  | 14.17 % |

|  | 5.17 % |

|  | 4.73 % |

|  | 95.13 % |

|  | 4.69 % |

|  | 0.18 % |